# Хмара, Себастьян
Себастьян Михал Хмара (пол. Sebastian Michał Chmara; род. 21 ноября 1971, Быдгощ, Куявско-Поморское воеводство) — польский легкоатлет, специалист по многоборьям. Выступал за сборную Польши по лёгкой атлетике в 1990-х годах, чемпион мира и Европы в помещении, победитель и призёр первенств национального значения, действующий рекордсмен страны в семиборье и десятиборье, участник летних Олимпийских игр в Атланте.

## Биография
Себастьян Хмара родился 21 ноября 1971 года в городе Быдгощ Куявско-Поморского воеводства. Занимался лёгкой атлетикой в местном спортивном клубе «Завиша».
Впервые заявил о себе на международном уровне в сезоне 1989 года, когда вошёл в состав польской национальной сборной и выступил на юниорском европейском первенстве в Вараждине, где в программе десятиборья занял итоговое 14-е место.
В 1990 году в той же дисциплине стал седьмым на юниорском мировом первенстве в Пловдиве.
Начиная с 1995 года выступал среди элитных спортсменов, в частности стартовал на чемпионате мира в Гётеборге. Также, будучи студентом, побывал на летней Универсиаде в Фукуоке, откуда привёз награду серебряного достоинства, выигранную в десятиборье — уступил здесь только венгру Дежё Сабо.
В 1996 году был четвёртым в семиборье на чемпионате Европы в помещении в Стокгольме, занял 14-е место на международных соревнованиях Hypo-Meeting в Австрии. Благодаря череде удачных выступлений удостоился права защищать честь страны на летних Олимпийских играх в Атланте — набрал в сумме всех дисциплин десятиборья 8249 очков, расположившись в итоговом протоколе на 15-й строке.
После атлантской Олимпиады Хмара остался в составе легкоатлетической команды Польши и продолжил принимать участие в крупнейших международных стартах. Так, в 1997 году он отметился выступлениями на чемпионате мира в помещении в Париже и на чемпионате мира в Афинах — в обоих случаях досрочно завершил выступление.
В 1998 году с национальным рекордом Польши в 6415 очков одержал победу в семиборье на чемпионате Европы в помещении в Валенсии. Позже на соревнованиях в испанской Мурсии обновил национальный рекорд в десятиборье, набрав 8566 очков, стал шестым на Hypo-Meeting, стартовал на чемпионате Европы в Будапеште.
В 1999 году на чемпионате мира в помещении в Маэбаси превзошёл всех соперников в семиборье и завоевал золотую медаль.
Впоследствии проявил себя как тренер по лёгкой атлетике и спортивный функционер, занимал должность вице-президента Польской легкоатлетической ассоциации.
За большие достижения в спорте награждён знаком отличия «Крест Заслуги» в серебре (2007) и золоте (2011).

## Семья
Приходится двоюродным братом прыгуну с шестом Мирославу Хмаре.

## Карьера функционера
30 ноября 2024 года избран на период 2024-2028 годов руководителем Польского союза лёгкой атлетики.